# Beta Pyxidis
β Pyxidis (Beta Pyxidis, kurz β Pyx) ist der zweithellste Stern im Sternbild Schiffskompass. Er leuchtet in gelblicher Farbe und besitzt eine scheinbare Helligkeit von 3,97m, sodass er dem bloßen Auge als ziemlich lichtschwaches Objekt erscheint. Nach Parallaxen-Messungen der Raumsonde Gaia ist er etwa 386 Lichtjahre von der Erde entfernt.
β Pyx ist ein heller Riese oder gewöhnlicher Riesenstern der Spektralklasse G5 II/III. Er besitzt etwa 3,8 Sonnenmassen, 20 Sonnendurchmesser und circa die 283-fache Sonnenleuchtkraft. Die effektive Temperatur seiner Photosphäre ist mit rund 5280 Kelvin etwas geringer als jene der Sonne. Für einen gealterten Stern dieses Typs dreht er sich mit einer projizierten Rotationsgeschwindigkeit von 11,8 km/s ungewöhnlich schnell um seine Achse. Eine mögliche Erklärung ist, dass er einen in seiner Nähe befindlichen Riesenplaneten, etwa einen Hot Jupiter, verschlang.
Im Jahr 2010 war β Pyx einer der massereichen Riesensterne mit niedriger effektiver Temperatur, bei denen im Rahmen einer Studie ein stellares Magnetfeld nachzuweisen versucht wurde. Eventuell hat er ein longitudinales Magnetfeld mit einer Feldstärke von weniger als einem Gauß. Im Washington Double Star Catalog wird β Pyx als Doppelstern klassifiziert und ein nur 12,5m heller Stern als Begleiter aufgelistet, der 2015 am Firmament 12,9 Bogensekunden von β Pyx entfernt stand.